# Andrelton Simmons
Andrelton A. Simmons (Willemstad, 4 settembre 1989) è un giocatore di baseball olandese, originario di Curaçao, che gioca nel ruolo di interbase per i Chicago Cubs della Major League Baseball (MLB).

## Carriera

### Atlanta Braves
Simmons fu scelto dagli Atlanta Braves nel secondo giro, come 70ª scelta assoluta del draft MLB 2010. Debuttò nella Major League il 2 giugno 2012, al Nationals Park di Washington contro i Washington Nationals. Il giorno successivo batté la sua prima valida, un doppio. Alla fine di giugno fu premiato come miglior rookie del mese, in cui ebbe una media battuta di 0,333, con 6 doppi, 3 fuoricampo e 14 punti battuti a casa (RBI). L'8 luglio 2012, durante una gara contro i Philadelphia Phillies, Simmons si fratturò un dito mentre correva verso la seconda base.Il giorno successivo fu inserito in lista infortunati
Nel 2013, Simmons vinse il suo primo Guanto d'oro per le sue prestazioni a livello difensivo, Il 20 febbraio 2014 fimò un rinnovo di sette anni con i Braves per un valore di 58 milioni di dollari. A fine anno vinse il secondo Guanto d'oro, assieme al compagno Jason Heyward.

### Los Angeles Angels
Il 12 novembre 2015, Simmons, assieme a Jose Briceno, fu scambiato con i Los Angeles Angels per Erick Aybar, Sean Newcomb e Chris Ellis. Nel 2017 vinse il suo terzo Guanto d'oro. Divenne free agent al termine della stagione 2020.

### Minnesota Twins e Chicago Cubs
Il 31 gennaio 2021, Simmons firmò un contratto annuale del valore di 10,5 milioni di dollari con i Minnesota Twins. Divenne free agent al termine della stagione, con la scadenza del contratto.
Il 15 marzo 2022, Simmons firmò un contratto annuale del valore di 4 milioni di dollari con i Chicago Cubs.

## Palmarès
- Guanti d'oro: 4

2013, 2014, 2017, 2018
- Guanto di platino: 1

2013
- Overall Defensive Player of the Year: 1

2015
- Defensive Player of the Year: 6

2013, 2014, 2015, 2017, 2018, 2019
- Esordiente del mese: 1

NL: giugno 2012